# Matavera
 (mai 2020).
Si vous disposez d'ouvrages ou d'articles de référence ou si vous connaissez des sites web de qualité traitant du thème abordé ici, merci de compléter l'article en donnant les références utiles à sa vérifiabilité et en les liant à la section « Notes et références ».

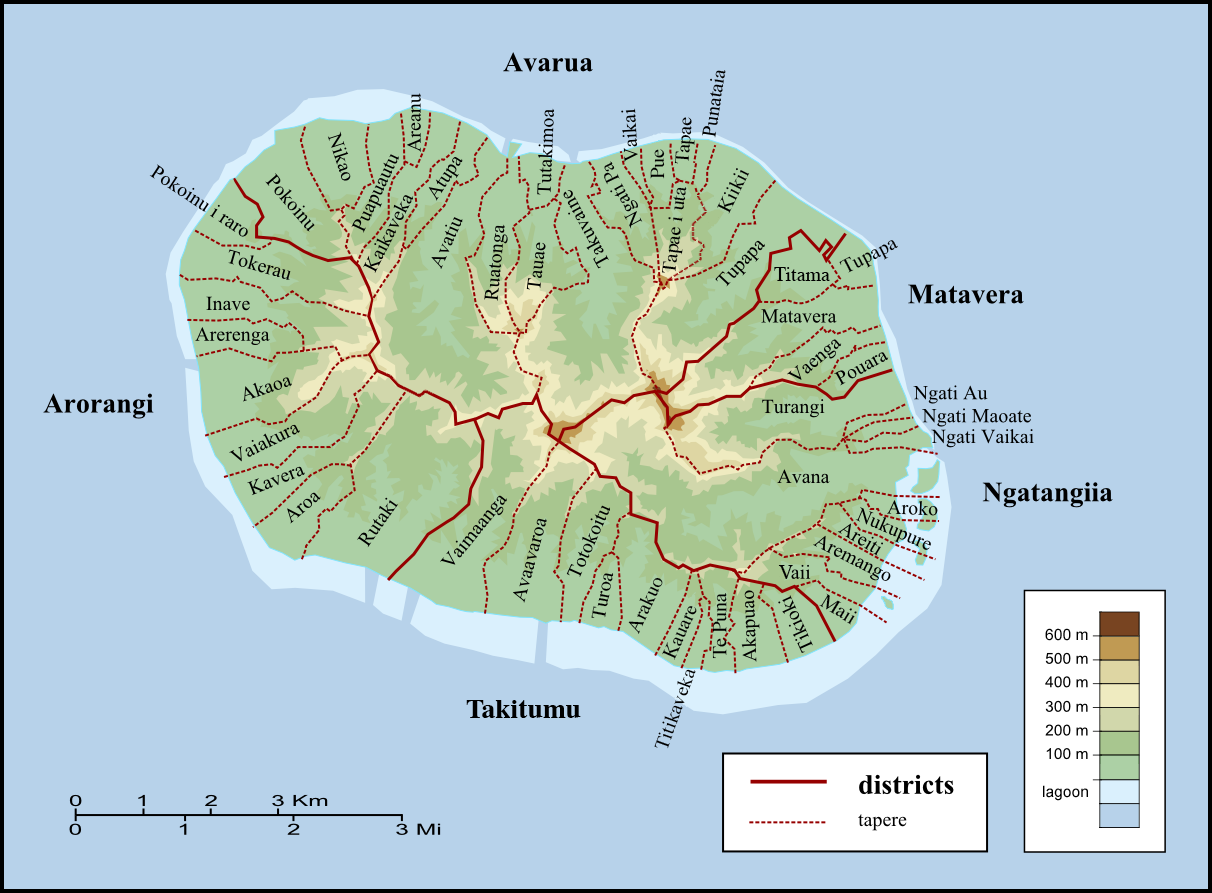
Districts et tapere de Rarotonga

Matavera, appelé également Rangiatea, est l'un des cinq districts de l'île de Rarotonga aux îles Cook. Situé au Nord-est de l'île, il fait partie avec les districts de Ngatangiia et Titikaveka, de la tribu de Takitumu. De nos jours, le district correspond à la circonscription électorale du même nom.
Selon le Tribunal foncier, il est aujourd'hui constitué de 5 tapere que sont Titama, Matavera, Nukumea, Pouara, Vaenga et Tupapa, ce dernier étant à cheval sur le district d'Avarua.
Il s'agit chronologiquement du cinquième village fondé par les missionnaires de la London Missionary Society en 1849 à environ deux kilomètres au nord de celui de Ngatangiia. Sa fondation répond à des préoccupations politiques, étant liée aux désirs d'indépendance de quatre mataiapo de la vallée par rapport à la chefferie des Pa Ariki, l'un des deux grands chefs de Takitumu. 